# Woodman (Kalifornia)
Woodman – obszar niemunicypalny w Mendocino County, w Kalifornii (Stany Zjednoczone), na wysokości 265 m. Znajduje się 13 km na południowy zachód od Covelo.